# Stephanorhinus hemitoechus

Il rinoceronte della steppa o rinoceronte dal muso stretto (Stephanorhinus hemitoechus) è una specie estinta di rinoceronte che visse nell'Eurasia occidentale e nel Nord Africa durante il Pleistocene. È apparso per la prima volta in Europa circa 600.000 anni fa e vi è sopravvissuto fino a 40.000 anni BP.

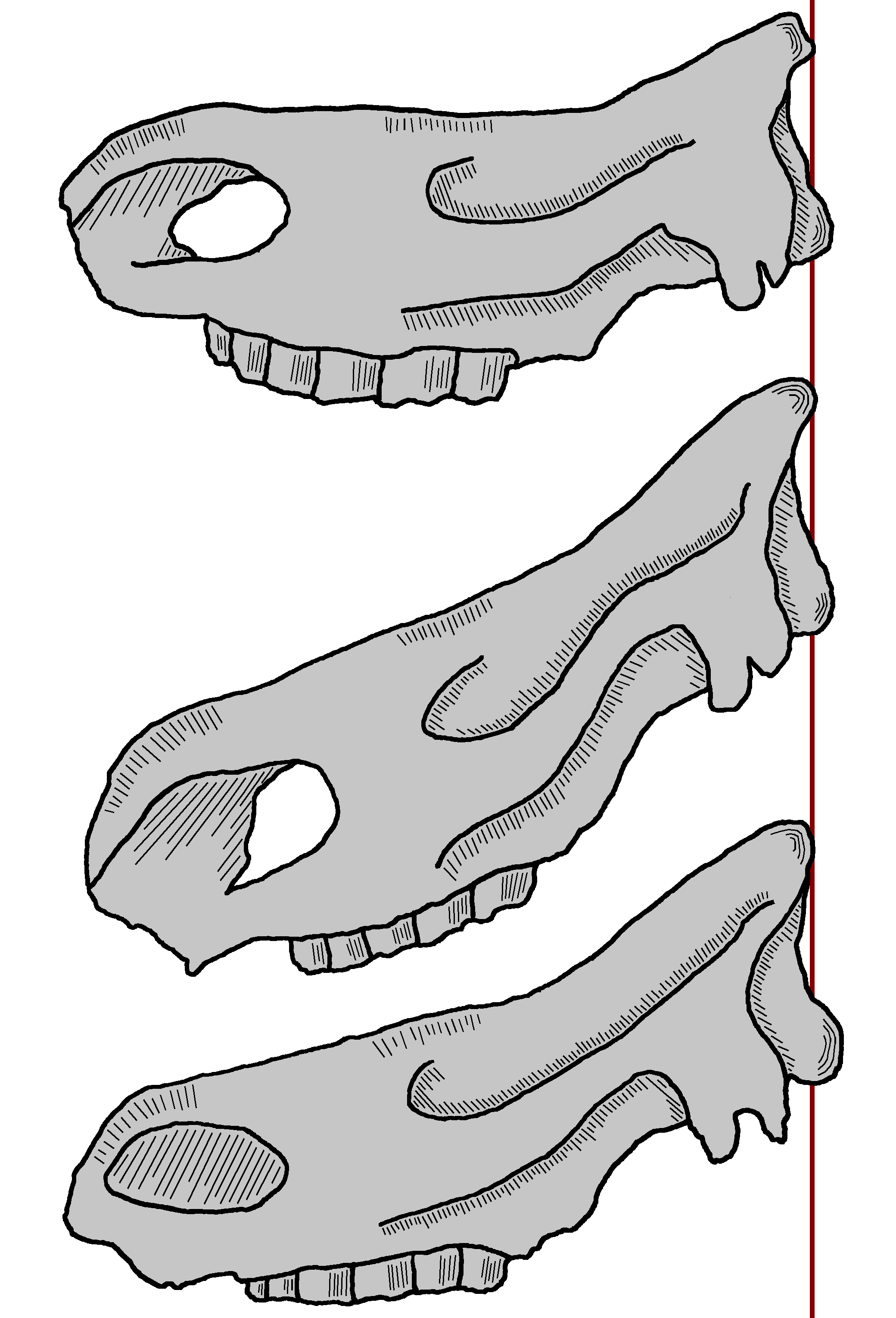
Teschi dall'alto verso il basso: S. kirchbergensis, S. hemitoechus e Coelodonta antiquitatis, che mostrano la differenza nell'angolo della testa

## Descrizione
Il rinoceronte della steppa era un grande animale, che raggiungeva un'altezza alla spalla fino a 2 m. Si distingue dalle altre specie di Stephanorhinus per il suo cranio molto lungo e basso. Le sue narici sono relativamente basse e la sua base del corno è poco sviluppata. I denti sono spostati in avanti.
Il rinoceronte della steppa probabilmente prediligeva le zone aperte temperate ricche di vegetazione a bassa crescita. Mostrava molte somiglianze con il suo parente estinto più noto, il rinoceronte lanoso.
In Puglia, nell'Italia meridionale, sono stati trovati resti di rinoceronte dal naso stretto del Pleistocene medio tardo più piccoli di quelli di altre aree, indicando che potrebbero essere stati una forma insulare.

## Distribuzione
Dal tardo Pleistocene medio in poi, il rinoceronte della steppa e il suo parente, il rinoceronte di Merck (Stephanorhinus kirchbergensis), furono le uniche specie sopravvissute di Stephanorhinus. In confronto al diffuso rinoceronte di Merck, il rinoceronte della steppa era generalmente confinato nel Paleartico occidentale.
In Nord Africa, i resti più giovani del rinoceronte della steppa risalgono a un periodo compreso tra 109 e 53 mila anni BP. Il rinoceronte della steppa sopravvisse fino a circa 40 mila anni BP nell'Europa meridionale. Le ultime notizie in Italia risalgono a circa 41.000 anni fa, mentre resti risalenti a 40.000 anni fa sono noti dalla grotta di Bacho Kiro in Bulgaria.

## Rapporti con l'uomo
Esemplari di S. hemitoechus del Pleistocene medio (MIS 12, 478.000-424.000 anni fa) nel sito di Caune de l'Arago nel sud della Francia mostrano ampie prove di macellazione da parte di ominidi. I rapporti degli elementi scheletrici implicano che solo le parti del corpo con più carne siano state portate al sito. Il profilo dell'età delle ossa di rinoceronte nella grotta ricorda le curve di mortalità naturale, suggerendo che non c'era una caccia selettiva.